# Львівська промислова обласна рада депутатів трудящих IX скликання
Львівська обласна (промислова) рада депутатів трудящих дев'ятого скликання — представничий орган промислових районів Львівської області у березні 1963 — грудні 1964 року.
Нижче наведено список депутатів Львівської обласної (промислової) ради 9-го скликання, обраних 3 березня 1963 року в загальних та особливих округах. Всього до Львівської обласної (промислової) ради 9-го скликання було обрано 109 депутатів.
| Прізвище, ім'я, по-батькові        | Місто чи район    | Виборчий округ         | Посада | Примітки |
| ---------------------------------- | ----------------- | ---------------------- | --- | -------- |
| Абрамов Володимир Микитович        | особливий округ   |                        | командир 28-го корпусу ППО 8-ї Окремої Армії ППО Прикарпатського військового округу                                                                             |          |
| Антонов Іван Пилипович             | місто Львів       | Залізничний № 27       | машиніст депо Львів-Захід Львівської залізниці |          |
| Батраков Григорій Кузьмич          | місто Львів       | Шевченківський № 70    | начальник Львівського обласного управління професійно-технічної освіти                                                                                          |          |
| Бенько Катерина Іванівна           | місто Львів       | Залізничний № 35       | робітниця Львівського телевізорного заводу |          |
| Бєлоусова Євдокія Гнатівна         | місто Львів       | Шевченківський № 60    | робітниця Львівського будівельного управління № 19 тресту «Львівпромбуд»                                                                                        |          |
| Блощук Теодора Олексіївна          | місто Львів       | Ленінський № 3         | швея філіалу № 2 Львівської швейної фірми «Маяк» |          |
| Богданович Григорій Йосипович      | місто Львів       | Залізничний № 33       | начальник управління Львівської залізниці |          |
| Босенко Ганна Єфремівна            | місто Львів       | Ленінський № 8         | артистка Львівського театру імені Марії Заньковецької |          |
| Бурдзяк Ганна Іванівна             | місто Львів       | Залізничний № 32       | комплектувальниця готової продукції Львівського заводу мотовелосипедів                                                                                          |          |
| Василишина Ніна Петрівна           | місто Львів       | Шевченківський № 55    | старший інженер виробничого відділу Львівської трикотажної фабрики № 2 фірми «Промінь»                                                                          |          |
| Вербицька Ольга Василівна          | місто Самбір      | Самбірський № 90       | ткаля Самбірського міського промкомбінату |          |
| Вітошинський Ярослав Дем'янович    | місто Львів       | Залізничний № 26       | начальник Львівського промислового обласного управління культури                                                                                                |          |
| Власенко Ніна Петрівна             | місто Миколаїв    | Новороздольський № 86  | помічник машиніста турбіни Роздольського гірничохімічного комбінату                                                                                             |          |
| Вошик Ірина Павлівна               | місто Борислав    | Бориславський № 74     | оператор Бориславського першого нафтопромислу |          |
| Гавришкевич Володимир Миколайович  | місто Львів       | Ленінський № 22        | електрик Львівського заводу збірного залізобетону |          |
| Гладун Роман Степанович            | місто Львів       | Ленінський № 23        | газоелектрозварник Львівського обласного ремонтно-будівельного управління № 1                                                                                   |          |
| Гнатів Мирослава Михайлівна        | місто Борислав    | Бориславський № 73     | швачка Бориславського філіалу Львівської взуттєвої фірми «Прогрес»                                                                                              |          |
| Горб Максим Максимович             | місто Львів       | Залізничний № 42       | бригадир Львівського будівельного управління № 13 тресту «Львівпромбуд»                                                                                         |          |
| Грабовський Мирослав Васильович    | місто Львів       | Залізничний № 30       | слюсар заводу «Львівсільмаш» |          |
| Гуляницький Анатолій Олександрович | місто Львів       | Залізничний № 36       | директор Львівського заводу автонавантажувачів |          |
| Джугало Володимир Федорович        | місто Львів       | Ленінський № 6         | заступник голови Львівського промислового облвиконкому |          |
| Дроб'язко Дарія Дмитрівна          | місто Львів       | Ленінський № 1         | письменниця |          |
| Дуда Ганна Михайлівна              | місто Стрий       | Стрийський № 95        | робітниця Стрийського вагоноремонтного заводу |          |
| Дудикевич Богдан Корнилович        | місто Львів       | Ленінський № 11        | директор Львівського філіалу Центрального музею В.І.Леніна |          |
| Дядик Іван Іванович                | місто Львів       | Залізничний № 39       | 1-й заступник голови Львівського раднаргоспу |          |
| Єременко Анатолій Петрович         | місто Львів       | Шевченківський № 50    | голова Львівського раднаргоспу |          |
| Завадка Йосип Федорович            | місто Львів       | Ленінський № 16        | інженер Львівського обласного відділу в справах будівництва і архітектури                                                                                       |          |
| Закрой Георгій Гаврилович          | місто Дрогобич    | Дрогобицький № 79      | 1-й секретар Дрогобицького міськкому КПУ |          |
| Зачепило Марія Олексіївна          | місто Львів       | Залізничний № 46       | оглядач вагонів пасажирського депо станції Львів Львівської залізниці                                                                                           |          |
| Землянко Дмитро Панасович          | місто Самбір      | Самбірський № 89       | секретар Львівського промислового облвиконкому |          |
| Ігнатенко Євгенія Василівна        | місто Львів       | Залізничний № 43       | майстер Львівського машинобудівного заводу |          |
| Іконяк Ганна Йосипівна             | місто Львів       | Залізничний № 28       | робітниця Львівського механічного заводу |          |
| Каленський Василь Павлович         | місто Червоноград | Червоноградський № 99  | бригадир прохідників шахти № 2 «Великомостівська» |          |
| Каровець Ірина Михайлівна          | місто Львів       | Шевченківський № 63    | помічник майстра Львівської бавовнопрядильної фабрики |          |
| Карпов Михайло Григорович          | місто Стрий       | Стрийський № 93        | голова Стрийського міськвиконкому |          |
| Карпущенко Раїса Федорівна         | місто Львів       | Залізничний № 45       | водій тролейбуса Львівського трамвайно-тролейбусного управління                                                                                                 |          |
| Кириченко Микола Власович          | особливий округ   |                        | військовий політпрацівник, генерал-майор |          |
| Кіях Ольга Миколаївна              | місто Львів       | Шевченківський № 68    | заготівельниця головного підприємства Львівської взуттєвої фірми «Прогрес»                                                                                      |          |
| Клименко Ганна Іванівна            | місто Стрий       | Стрийський № 96        | швачка Стрийського філіалу швейної фірми «Зоря» |          |
| Коваль Ірина Йосипівна             | місто Золочів     | Золочівський № 84      | швачка Золочівського філіалу Львівської швейної фірми «Маяк» |          |
| Коваль Федір Тихонович             | місто Борислав    | Бориславський № 72     | голова Львівського промислового облвиконкому |          |
| Ковальов Петро Дем'янович          | особливий округ   |                        | військовий |          |
| Козак Євген Теодорович             | місто Львів       | Ленінський № 9         | доцент Львівської державної консерваторії імені Миколи Лисенка                                                                                                  |          |
| Козинець Олександра Прокопівна     | місто Борислав    | Бориславський № 71     | голова Бориславського міськвиконкому |          |
| Конюшик Ярослава Іванівна          | місто Львів       | Ленінський № 24        | робітниця Львівської тютюнової фабрики |          |
| Корнійчук Борис Самійлович         | місто Львів       | Залізничний № 34       | бригадир Львівського спецуправління № 54 |          |
| Крвавич Дмитро Петрович            | місто Львів       | Ленінський № 7         | скульптор, викладач Львівського інституту прикладного і декоративного мистецтва                                                                                 |          |
| Кудрявцев Євген Михайлович         | місто Дрогобич    | Стебницький № 82       | директор Стебницького калійного комбінату |          |
| Кузнецов Костянтин Дмитрович       | місто Стрий       | Стрийський № 94        | завідувач Львівського промислового обласного фінансового відділу                                                                                                |          |
| Кузь Василь Григорович             | місто Львів       | Шевченківський № 51    | каменяр, бригадир комплексної бригади Львівського будівельного управління № 52 тресту «Львівжитлобуд»                                                           |          |
| Кулик Юлія Іванівна                | місто Дрогобич    | Дрогобицький № 77      | штукатур Дрогобицького будівельного управління № 45 |          |
| Куцевол Василь Степанович          | місто Львів       | Залізничний № 38       | 1-й секретар Львівського промислового обкому КПУ |          |
| Лащенко Петро Миколайович          | особливий округ   |                        | 1-й заступник командувача військ — член Військової ради Прикарпатського військового округу                                                                      |          |
| Левицька Іванна Олексіївна         | місто Львів       | Ленінський № 10        | робітниця Львівської друкарні «Атлас» |          |
| Лінник Зоя Архипівна               | місто Львів       | Шевченківський № 67    | голова Львівської промислової обласної планової комісії |          |
| Лобковська Лідія Олександрівна     | місто Львів       | Залізничний № 40       | заступник голови Львівського міськвиконкому |          |
| Логвинова Лідія Андріанівна        | місто Львів       | Шевченківський № 52    | лікар Львівського другого медичного об'єднання |          |
| Маланчук Валентин Юхимович         | місто Львів       | Ленінський № 18        | секретар Львівського промислового обкому КПУ |          |
| Михайленко Софія Серафимівна       | місто Червоноград | Соснівський № 104      | мотористка шахти № 8 «Великомостівська» |          |
| Михайлов Броніслав Михайлович      | місто Львів       | Шевченківський № 64    | бригадир Львівської фірми «Світанок» |          |
| Мороз Пелагія Михайлівна           | місто Львів       | Шевченківський № 61    | бетонувальниця Львівського будівельного управління №51 тресту «Львівжитлобуд»                                                                                   |          |
| Мосейчук Герасим Федорович         | місто Львів       | Ленінський № 21        | начальник Львівського промислового обласного управління торгівлі                                                                                                |          |
| Москвяк Михайло Григорович         | місто Львів       | Ленінський № 14        | токар Львівського заводу фрезерних станків |          |
| Мусієвський Роман Андрійович       | місто Львів       | Залізничний № 29       | 1-й секретар Львівського промислового обкому ЛКСМУ |          |
| Мусянович Володимир Михайлович     | місто Львів       | Шевченківський № 66    | начальник конструкторського бюро Львівського хіміко-фармацевтичного заводу                                                                                      |          |
| Овчаренко Федора Олексіївна        | місто Нестеров    | Нестеровський № 87     | помічник машиніста турбіни Добротворської ГРЕС |          |
| Павленко Віра Іванівна             | місто Львів       | Ленінський № 2         | учителька Львівської середньої школи № 62 |          |
| Павленко Марія Панасівна           | місто Самбір      | Самбірський № 91       | голова Самбірського міськвиконкому |          |
| Павлів Петро Іванович              | місто Львів       | Ленінський № 17        | бригадир бригади комуністичної праці Львівського автобусного заводу                                                                                             |          |
| Паливода Тетяна Сергіївна          | місто Червоноград | Гірницький № 103       | маляр Червоноградського будівельного управління № 61 |          |
| Паяс Лариса Трохимівна             | місто Борислав    | Бориславський № 75     | приборист Бориславського управління газолінових заводів |          |
| Педан Єва Степанівна               | місто Дрогобич    | Дрогобицький № 80      | формувальниця кахельного цеху Дрогобицького заводоуправління будівельної кераміки                                                                               |          |
| Петрушко Владислав Іванович        | місто Львів       | Залізничний № 41       | 1-й заступник голови Львівського промислового облвиконкому |          |
| Пицюра Дмитро Іванович             | місто Стрий       | Стрийський № 97        | голова оргбюро Львівської промислової обласної ради професійних спілок                                                                                          |          |
| Подворчана Анастасія Олександрівна | місто Трускавець  | Трускавецький № 98     | головний лікар поліклініки Трускавецького курортного управління                                                                                                 |          |
| Подоляк Григорій Васильович        | місто Львів       | Ленінський № 5         | завідувач відділу партійних органів Львівського промислового обкому КПУ                                                                                         |          |
| Прихода Марія Іванівна             | місто Львів       | Шевченківський № 54    | контролер Львівської швейної фабрики № 1 |          |
| Ракитіна Валентина Тимофіївна      | місто Львів       | Залізничний № 47       | майстер, бригадир цеху Львівської фабрики паперово-білових виробів                                                                                              |          |
| Рибалка Григорій Леонтійович       | особливий округ   |                        | Львівський обласний військовий комісар |          |
| Роздобудько Ярослав Михайлович     | місто Львів       | Ленінський № 15        | бригадир-монтажник Львівського будівельного управління № 53 тресту «Львівжитлобуд»                                                                              |          |
| Руденко Василь Іванович            | місто Дрогобич    | Дрогобицький № 78      | редактор газети «Львовская правда» |          |
| Ряскіна Катерина Іванівна          | місто Львів       | Залізничний № 44       | робітниця Львівського заводу телеграфної апаратури |          |
| Сеник Ганна Теодорівна             | місто Львів       | Ленінський № 12        | робітниця Львівського заводу «Реактив» |          |
| Сіра Олександра Корніївна          | місто Львів       | Ленінський № 20        | директор Львівської швейної фабрики № 3 |          |
| Скориш Йосип Степанович            | місто Львів       | Ленінський № 19        | бригадир Львівського будівельного управління № 11 тресту «Львівпромбуд»                                                                                         |          |
| Слюсаренко Віталій Андрійович      | місто Червоноград | Червоноградський № 100 | 2-й секретар Львівського промислового обкому КПУ |          |
| Собко Адам Михайлович              | місто Львів       | Залізничний № 49       | тесляр Львівської фірми «Карпати» |          |
| Собко Олександр Ілліч              | місто Львів       | Шевченківський № 62    | начальник Львівського обласного управління зв'язку |          |
| Соляревич Чеслава Миколаївна       | місто Львів       | Залізничний № 31       | робітниця Львівського електролампового заводу |          |
| Старилов Микола Ілліч              | місто Львів       | Шевченківський № 56    | шофер Львівської автоколони № 2218 |          |
| Степанов Володимир Олексійович     | місто Львів       | Залізничний № 25       | машиніст депо Львів-Схід Львівської залізниці |          |
| Стратонов Анатолій Степанович      | місто Дрогобич    | Дрогобицький № 76      | голова Дрогобицького міськвиконкому |          |
| Стриєр Лейзер Вольфович            | місто Самбір      | Самбірський № 88       | завідувач Львівського промислового обласного відділу комунального господарства                                                                                  |          |
| Стричевська Раїса Йосипівна        | місто Миколаїв    | Миколаївський № 85     | машиніст Миколаївського цементного заводу |          |
| Строкова Маргарита Павлівна        | місто Львів       | Ленінський № 13        | старший інженер-технолог Львівського механічного заводу |          |
| Тарнавський Ілля Євстахійович      | місто Дрогобич    | Дрогобицький № 81      | секретар Львівського промислового обкому КПУ, заступник голови Львівського промислового облвиконкому, голова промислового комітету партійно-державного контролю |          |
| Терентьєва Віра Олександрівна      | місто Золочів     | Золочівський № 83      | голова Золочівського міськвиконкому |          |
| Ткаченко Федір Павлович            | місто Львів       | Залізничний № 48       | начальник Львівського обласного управління охорони громадського порядку                                                                                         |          |
| Тополь Дмитро Максимович           | місто Львів       | Шевченківський № 53    | слюсар Львівських механічних майстерень тресту «Львівгаз» |          |
| Ульянчук Онисим Григорович         | місто Львів       | Шевченківський № 59    | бригадир електриків Львівського інструментального заводу |          |
| Фірстова Зінаїда Іванівна          | місто Львів       | Залізничний № 37       | майстер Львівського паровозо-вагоноремонтного заводу |          |
| Хрипко Леонід Костянтинович        | місто Червоноград | Жвирківський № 102     | голова Червоноградського міськвиконкому |          |
| Цапко Веніамін Семенович           | місто Львів       | Шевченківський № 65    | токар Львівського арматурного заводу |          |
| Цись Петро Миколайович             | місто Львів       | Ленінський № 4         | декан географічного факультету Львівського державного університету імені Івана Франка                                                                           |          |
| Чулінда Ігор Григорович            | місто Стрий       | Стрийський № 92        | слюсар Угерського газопромислу Стрийського газопромислового управління                                                                                          |          |
| Шевченко Георгій Іванович          | місто Червоноград | Червоноградський № 101 | начальник «Львівголовбуду» |          |
| Штибель Іван Миколайович           | місто Львів       | Шевченківський № 57    | робітник головного підприємства Львівської фірми «Райдуга» |          |
| Шуляр Андрій Михайлович            | місто Львів       | Шевченківський № 58    | начальник Львівського обласного відділу в справах будівництва і архітектури                                                                                     |          |
| Ягодзінський Аполлон Григорович    | місто Львів       | Шевченківський № 69    | голова Львівського міськвиконкому |          |

20 березня 1963 року відбулася 1-а сесія Львівської обласної (промислової) ради депутатів трудящих 9-го скликання. Головою облвиконкому обраний Коваль Федір Тихонович, 1-м заступником голови — Петрушко Владислав Іванович, заступниками голови: Джугало Володимир Федорович і Тарнавський Ілля Євстахійович. Секретарем промислового облвиконкому обраний Землянко Дмитро Панасович.
Обрано Львівський промисловий облвиконком у складі 15 чоловік: Коваль Федір Тихонович — голова промислового облвиконкому; Петрушко Владислав Іванович — 1-й заступник голови промислового облвиконкому; Джугало Володимир Федорович — заступник голови промислового облвиконкому; Тарнавський Ілля Євстахійович — заступник голови промислового облвиконкому, секретар Львівського промислового обкому КПУ та голова промислового комітету партійно-державного контролю; Землянко Дмитро Панасович — секретар промислового облвиконкому; Куцевол Василь Степанович — 1-й секретар Львівського промислового обкому КПУ; Лінник Зоя Архипівна — голова Львівської промислової обласної планової комісії; Мосейчук Герасим Федорович — начальник Львівського промислового обласного управління торгівлі; Кузнецов Костянтин Дмитрович — завідувач Львівського промислового обласного фінансового відділу; Стриєр Лейзер Вольфович — завідувач Львівського промислового обласного відділу комунального господарства; Ягодзінський Аполлон Григорович — голова Львівського міськвиконкому; Стратонов Анатолій Степанович — голова Дрогобицького міськвиконкому; Дудикевич Богдан Корнилович — директор Львівського філіалу Центрального музею В.І.Леніна; Павлів Петро Іванович — бригадир бригади комуністичної праці Львівського автобусного заводу; Соляревич Чеслава Миколаївна — робітниця Львівського електролампового заводу.
17 грудня 1964 року відбулася спільна сесія Львівських обласних (промислової і сільської) рад депутатів трудящих. На сесії промислова і сільська ради були об'єднані в одну Львівську обласну раду депутатів трудящих. Був обраний виконком Львівської обласної ради 9-го скликання у складі 15 чоловік: Стефаник Семен Васильович — голова облвиконкому; Телішевський Тимофій Дмитрович — 1-й заступник голови облвиконкому; Петрушко Владислав Іванович — заступник голови облвиконкому; Гнидюк Микола Якимович — заступник голови облвиконкому; Джугало Володимир Федорович — заступник голови облвиконкому; Тарнавський Ілля Євстахійович — заступник голови облвиконкому, секретар Львівського обкому КПУ та голова комітету партійно-державного контролю; Кушнєрова Олександра Василівна — секретар облвиконкому; Куцевол Василь Степанович — 1-й секретар Львівського обкому КПУ; Кузнецов Костянтин Дмитрович — завідувач Львівського обласного фінансового відділу; Лінник Зоя Архипівна — голова Львівської обласної планової комісії; Новак Ольга Данилівна — завідувачка ферми колгоспу імені Шевченка селища Глиняни Золочівського р-ну; Павлів Петро Іванович — бригадир бригади комуністичної праці Львівського автобусного заводу; Ткаченко Федір Павлович — начальник Львівського обласного управління охорони громадського порядку; Чуб Григорій Васильович — начальник Львівського обласного управління виробництва і заготівель сільськогосподарських продуктів; Ягодзінський Аполлон Григорович — голова Львівського міськвиконкому.